# Hermann von Schmoller
Hermann Schmoller, ab 1905 von Schmoller, (* 4. Oktober 1840 in Stuttgart; † 19. Februar 1914 ebenda) war ein deutscher Eisenbahningenieur und württembergischer Baubeamter.

## Leben
Hermann von Schmoller studierte am Polytechnikum Stuttgart Bauwesen. Dort wurde er Mitglied des Corps Stauffia. Nach Abschluss des Studiums trat er in die Dienste der Königlich Württembergischen Staats-Eisenbahnen. Im März 1888 wurde ihm als Oberinspektor und Vorstand des technischen Büros der Generaldirektion der Titel und Rang eines Baurats verliehen. Im Dezember 1891 wurde er auf die erledigte Stelle eines Baurats der Generaldirektion befördert. Im März 1899 wurde ihm der Titel und Rang eines Oberbaurats verliehen. Im November 1903 erfolgte seine Beförderung zum Oberbaurat. Als er 1914 starb, hatte er den Titel und Rang eines Baudirektors erlangt.
Hermann von Schmoller hatte maßgeblichen Anteil am Ausbau des württembergischen Eisenbahnnetzes. Als Beispiel sei hier der Bau der Eisenbahnstrecke Münsingen-Schelklingen genannt. Im Rahmen seiner Beamtentätigkeit lehrte er auch als Dozent am Unterrichtskurs für die Kandidaten des höheren Eisenbahn-, Posten- und Telegraphendienstes den technischen Teil der Eisenbahnkunde.

## Auszeichnungen
- 1901, Verleihung des Ritterkreuzes des Ordens der Württembergischen Krone[11]
- 1905, Verleihung des Ehrenkreuzes des Ordens der Württembergischen Krone[12]. Mit der Verleihung dieses Ordens war die Erhebung in den persönlichen Adelsstand verbunden.
- 1908, Verleihung des Kommenturkreuzes II. Klasse des Friedrichs-Ordens[13]